# Голубівська сільська рада (Лебединський район)
Голубі́вська сільська́ ра́да — колишній орган місцевого самоврядування в Лебединському районі Сумської області. Адміністративний центр — село Голубівка.

## Загальні відомості
- Населення ради: 1 285 осіб (станом на 2001 рік)

## Населені пункти
Сільській раді були підпорядковані населені пункти:
- с. Голубівка
- с. Грамине
- с. Деркачі
- с. Коломийці
- с. Маньки
- с. Сіробабине
- с. Федірки
- с. Філонівщина

### Колишні населені пункти
- с. Шияни, зняте з обліку 1988 року

## Склад ради
Рада складалася з 16 депутатів та голови.
- Голова ради: Редько Борис Миколайович
- Секретар ради: Мельник Валентина Володимирівна

### Керівний склад попередніх скликань
| Прізвище, ім'я, по батькові | Основні відомості                                                         | Дата обрання | Дата звільнення |
| --------------------------- | ------------------------------------------------------------------------- | ------------ | --------------- |
| Редько Борис Миколайович    | Сільський голова, 1965 року народження, освіта вища, член Народної партії | 26.03.2006   | 31.10.2010      |
| Редько Борис Миколайович    | Сільський голова, 1965 року народження, освіта вища, безпартійний         | 31.10.2010   |                 |

Примітка: таблиця складена за даними сайту Верховної Ради України